# Deens voetbalelftal in 1981
Het Deens voetbalelftal speelde negen officiële interlands in het jaar 1981, waaronder vier duels in de kwalificatiereeks voor het WK voetbal 1982 in Spanje. De selectie stond onder leiding van de Duitse bondscoach Sepp Piontek.

## Balans
| Wedstrijden | Wedstrijden | Wedstrijden | Wedstrijden | Doelpunten | Doelpunten | Doelpunten | Punten |
| Gespeeld    | Winst       | Gelijk      | Verlies     | Voor       | Tegen      | Saldo      | Punten |
| ----------- | ----------- | ----------- | ----------- | ---------- | ---------- | ---------- | ------ |
| 9           | 8           | 0           | 1           | 20         | 10         | +10        | 1.778  |

## Interlands
|                                                     |                                            |       |                     |                                                                                  |
| 15 april Vriendschappelijk № 431 «onderlinge duels» | Denemarken                                 | 2 – 1 | Roemenië            | Idrætsparken, Kopenhagen Toeschouwers: 1.500 Scheidsrechter: Rolf Ericsson (SWE) |
| 15 april Vriendschappelijk № 431 «onderlinge duels» | Allan Simonsen 50' (pen.) Lars Bastrup 80' |       | 46' Rodion Cămătaru | Idrætsparken, Kopenhagen Toeschouwers: 1.500 Scheidsrechter: Rolf Ericsson (SWE) |

|                                                |                     |       |                                            |                                                                                     |
| 1 mei WK-kwalificatie № 432 «onderlinge duels» | Luxemburg           | 1 – 2 | Denemarken                                 | Stade Municipal, Luxemburg Toeschouwers: 2.844 Scheidsrechter: Louis Delsemme (BEL) |
| 1 mei WK-kwalificatie № 432 «onderlinge duels» | Alain Nurenberg 37' |       | 46' Preben Elkjær Larsen 62' Frank Arnesen | Stade Municipal, Luxemburg Toeschouwers: 2.844 Scheidsrechter: Louis Delsemme (BEL) |

|                                                   |                  |       |                                           |                                                                             |
| 14 mei Vriendschappelijk № 433 «onderlinge duels» | Zweden           | 1 – 2 | Denemarken                                | Malmö Stadion, Malmö Toeschouwers: 12.807 Scheidsrechter: Volker Roth (FRG) |
| 14 mei Vriendschappelijk № 433 «onderlinge duels» | Bo Börjesson 75' |       | 63' Lars Bastrup 71' Preben Elkjær Larsen | Malmö Stadion, Malmö Toeschouwers: 12.807 Scheidsrechter: Volker Roth (FRG) |

|                                                 |                                                    |       |                        |                                                                                  |
| 3 juni WK-kwalificatie № 434 «onderlinge duels» | Denemarken                                         | 3 – 1 | Italië                 | Idrætsparken, Kopenhagen Toeschouwers: 36.600 Scheidsrechter: Franz Wöhrer (AUT) |
| 3 juni WK-kwalificatie № 434 «onderlinge duels» | Per Røntved 58' Frank Arnesen 60' Lars Bastrup 87' |       | 69' Francesco Graziani | Idrætsparken, Kopenhagen Toeschouwers: 36.600 Scheidsrechter: Franz Wöhrer (AUT) |

|                                                 |                |       |                                         |                                                                                |
| 12 augustus Nordic Cup № 435 «onderlinge duels» | Finland        | 1 – 2 | Denemarken                              | Ratina Stadion, Tampere Toeschouwers: 4.300 Scheidsrechter: Ulf Eriksson (SWE) |
| 12 augustus Nordic Cup № 435 «onderlinge duels» | Ari Valvee 17' |       | 27' John Lauridsen 84' Henrik Eigenbrod | Ratina Stadion, Tampere Toeschouwers: 4.300 Scheidsrechter: Ulf Eriksson (SWE) |

|                                                        |                                                                 |       |         |                                                                                   |
| 26 augustus Vriendschappelijk № 436 «onderlinge duels» | Denemarken                                                      | 3 – 0 | IJsland | Idrætsparken, Kopenhagen Toeschouwers: 11.000 Scheidsrechter: Kaare Lindboe (NOR) |
| 26 augustus Vriendschappelijk № 436 «onderlinge duels» | Lars Lundkvist 12' Allan Simonsen 35' Allan Simonsen 39' (pen.) |       |         | Idrætsparken, Kopenhagen Toeschouwers: 11.000 Scheidsrechter: Kaare Lindboe (NOR) |

|                                                      |                          |       |                                          |                                                                                        |
| 9 september WK-kwalificatie № 437 «onderlinge duels» | Denemarken               | 1 – 2 | Joegoslavië                              | Idrætsparken, Kopenhagen Toeschouwers: 48.400 Scheidsrechter: Siegfried Kirschen (GDR) |
| 9 september WK-kwalificatie № 437 «onderlinge duels» | Preben Elkjær Larsen 62' |       | 48' Zlatko Vujović 63' Vladimir Petrović | Idrætsparken, Kopenhagen Toeschouwers: 48.400 Scheidsrechter: Siegfried Kirschen (GDR) |

|                                                         |                                                   |       |              |                                                                                 |
| 23 september Vriendschappelijk № 438 «onderlinge duels» | Denemarken                                        | 2 – 1 | Noorwegen    | Idrætsparken, Kopenhagen Toeschouwers: 16.200 Scheidsrechter: Günter Linn (FRG) |
| 23 september Vriendschappelijk № 438 «onderlinge duels» | Preben Elkjær Larsen 18' Frank Arnesen 70' (pen.) |       | 62' Tom Lund | Idrætsparken, Kopenhagen Toeschouwers: 16.200 Scheidsrechter: Günter Linn (FRG) |

|                                                     |                                         |       |                                                           |                                                                                                  |
| 14 oktober WK-kwalificatie № 439 «onderlinge duels» | Griekenland                             | 2 – 3 | Denemarken                                                | Kleanthis Vikelidis Stadion, Thessaloniki Toeschouwers: 18.000 Scheidsrechter: Josef Bucek (AUT) |
| 14 oktober WK-kwalificatie № 439 «onderlinge duels» | Nikos Anastopoulos 60' Ntinos Kouis 84' |       | 6' Søren Lerby 27' Frank Arnesen 62' Preben Elkjær Larsen | Kleanthis Vikelidis Stadion, Thessaloniki Toeschouwers: 18.000 Scheidsrechter: Josef Bucek (AUT) |

## Statistieken
| Ole Qvist            | 1950-02-25 | KB Kopenhagen    | 8 | 0 | 0 |   |   |
| Ole Kjær             | 1954-08-16 | Esbjerg fB       | 1 | 0 | 0 |   |   |
| Verdediging          |            |                  |   |   |   |   |   |
| Ole Rasmussen        | 1952-03-19 | Hertha BSC       | 9 | 0 | 0 |   |   |
| Per Røntved          | 1949-01-27 | Randers Freja    | 8 | 0 | 1 |   |   |
| Ole Madsen           | 1958-11-14 | Esbjerg fB       | 6 | 0 | 0 |   |   |
| Morten Olsen         | 1949-08-14 | RSC Anderlecht   | 5 | 0 | 0 |   |   |
| Søren Busk           | 1953-04-10 | MVV Maastricht   | 4 | 0 | 0 |   |   |
| Frank Olsen          | 1952-01-20 | Aarhus GF        | 2 | 0 | 0 | 9 | 0 |
| Ivan Nielsen         | 1956-10-09 | Feyenoord        | 1 | 0 | 0 |   |   |
| Steen Hansen         | 1960-05-31 | Hvidovre IF      | 0 | 2 | 0 |   |   |
| Middenveld           |            |                  |   |   |   |   |   |
| Jens Jørn Bertelsen  | 1952-02-15 | Esbjerg fB       | 9 | 0 | 0 |   |   |
| Frank Arnesen        | 1956-09-30 | Valencia CF      | 6 | 0 | 4 |   |   |
| Søren Lerby          | 1958-02-01 | Ajax Amsterdam   | 5 | 0 | 1 |   |   |
| Henrik Eigenbrod     | 1956-05-19 | KB Kopenhagen    | 4 | 3 | 1 | 7 | 1 |
| Sten Ziegler         | 1950-05-30 | Ajax Amsterdam   | 2 | 1 | 0 |   |   |
| Allan Hansen         | 1956-04-21 | Odense BK        | 2 | 0 | 0 |   |   |
| John Lauridsen       | 1959-04-02 | Espanyol         | 1 | 1 | 1 |   |   |
| Jens Kolding         | 1952-07-12 | Boldklubben 1893 | 0 | 1 | 0 |   |   |
| Michael Schäfer      | 1959-01-25 | Lyngby BK        | 0 | 1 | 0 |   |   |
| Aanval               |            |                  |   |   |   |   |   |
| Preben Elkjær Larsen | 1957-09-11 | KSC Lokeren      | 7 | 0 | 5 |   |   |
| Allan Simonsen       | 1952-12-15 | FC Barcelona     | 6 | 1 | 3 |   |   |
| Lars Bastrup         | 1955-07-31 | Hamburger SV     | 6 | 0 | 3 |   |   |
| Lars Lundkvist       | 1957-06-14 | Aarhus GF        | 2 | 1 | 1 |   |   |
| John Eriksen         | 1957-11-20 | Roda JC Kerkrade | 2 | 0 | 0 |   |   |
| Michael Manniche     | 1959-07-17 | Hvidovre IF      | 1 | 2 | 0 |   |   |
| Kenneth Brylle       | 1959-05-22 | RSC Anderlecht   | 1 | 0 | 0 |   |   |
| Vilhelm Munk Nielsen | 1955-12-30 | Odense BK        | 1 | 0 | 0 |   |   |
| Ulrich Thychosen     | 1956-07-18 | Vejle BK         | 0 | 2 | 0 |   |   |